# Dalnîci, Kameanka-Buzka
Dalnîci (în ucraineană Дальнич) este un sat în comuna Derniv din raionul Kameanka-Buzka, regiunea Liov, Ucraina.

## Demografie
Componența lingvistică a localității Dalnîci
     Ucraineană (100%)
Conform recensământului din 2001, toată populația localității Dalnîci era vorbitoare de ucraineană (100%).